# 福尔努什 (弗雷舒-德埃什帕达阿辛塔)
福尔努什是葡萄牙布拉干萨区的一个堂区。总面积23.43平方公里，总人口323人，人口密度13.8人/平方公里。